# Allobracon gahani
Allobracon gahani är en stekelart som beskrevs av Robert A.Wharton 1993. Allobracon gahani ingår i släktet Allobracon och familjen bracksteklar. Inga underarter finns listade i Catalogue of Life.